# Pentoffia chiasma
Pentoffia chiasma är en insektsart som beskrevs av Dietrich 2004. Pentoffia chiasma ingår i släktet Pentoffia och familjen dvärgstritar. Inga underarter finns listade i Catalogue of Life.